# Wólka Paruszewska
Wólka Paruszewska – wieś w Polsce, położona w województwie kujawsko-pomorskim, w powiecie włocławskim, w gminie Boniewo.
| SIMC    | Nazwa  | Rodzaj    |
| ------- | ------ | --------- |
| 1032350 | Barnin | część wsi |
| 0859047 | Krupka | część wsi |

W latach 1975–1998 miejscowość administracyjnie należała do województwa włocławskiego. Według Narodowego Spisu Powszechnego (III 2011 r.) liczyła 111 mieszkańców. Jest trzynastą co do wielkości miejscowością gminy Boniewo.